# Dichopsammia
Genre
Synonymes
- Schizopsammia Cairns, 1994[2]

Dichopsammia est un genre de coraux durs de la famille des Dendrophylliidae.

## Liste d'espèces
Selon World Register of Marine Species (24 janvier 2019) :
- Dichopsammia granulosa Song, 1994